# Elizabeth George
Susan Elizabeth George (Warren, 26 febbraio 1949) è una scrittrice statunitense specializzata nel romanzo giallo.

## Biografia
All'età di 18 mesi si trasferisce in California.
Insegna lingua inglese alla scuola pubblica mentre si laurea in psicologia.
Attualmente vive fra Huntington Beach (California) e South Kensington (Inghilterra).

## Opere

### Serie sull'Ispettore Lynley
1. 1988 - E liberaci dal padre (A Great Deliverance), Longanesi (ISBN 978-88-304-1896-7)
2. 1989 - La miglior vendetta (Payment in Blood), Longanesi (ISBN 978-88-304-1921-6)
3. 1990 - Scuola omicidi (Well-Schooled in Murder), Longanesi (ISBN 88-304-2035-2)
4. 1991 - Il lungo ritorno (A Suitable Vengeance), TEA (ISBN 88-7819-841-2); Il Giallo Mondadori n. 2322 (Il romanzo è comunque ambientato prima di tutti gli altri, con Lynley fidanzato con Deborah.)
5. 1992 - Per amore di Elena (For the Sake of Elena), Il Giallo Mondadori n. 2423 (ristampato nel 2008 con il titolo Corsa verso il baratro da Longanesi) (ISBN 978-88-304-2036-6)
6. 1993 - Dicembre è un mese crudele (Missing Joseph), Il Giallo Mondadori n. 2469 (ristampato nel 2010 da Longanesi) (ISBN 978-88-304-2037-3)
7. 1994 - Un pugno di cenere (Playing for the Ashes), Longanesi (ISBN 978-88-304-1267-5)
8. 1996 - In presenza del nemico (In the Presence of the Enemy), Longanesi (ISBN 978-88-304-1401-3)
9. 1997 - Il prezzo dell'inganno (Deception on His Mind), Longanesi (ISBN 88-7818-753-4)
10. 1999 - Il morso del serpente (In Pursuit of the Proper Sinner), Longanesi (ISBN 978-88-304-1816-5)
11. 2001 - Cercando nel buio (A Traitor to Memory), Longanesi (ISBN 978-88-304-1947-6)
12. 2003 - Agguato sull'isola (A Place of Hiding), Longanesi (ISBN 978-88-304-2067-0) (Il romanzo non ha il duo Lynley-Havers come protagonisti, ma St. James e la moglie Deborah, già trovati negli altri romanzi.)
13. 2005 - Nessun testimone (With No One as Witness), Longanesi (ISBN 88-304-2068-9)
14. 2006 - Prima di ucciderla (What Came Before He Shot Her), Longanesi (ISBN 978-88-304-2397-8)
15. 2008 - La donna che vestiva di rosso (Careless in Red), Longanesi (ISBN 978-88-304-2398-5)
16. 2010 - Questo corpo mortale (This Body of Death), Longanesi (ISBN 978-88-304-2999-4)
17. 2012 - Un castello di inganni (Believing the Lie), Longanesi (ISBN 978-88-304-3390-8) (Esiste anche una edizione della Tea; ISBN 978-88-502-4775-2)
18. 2013 - Un piccolo gesto crudele (Just One Evil Act), Longanesi (ISBN 978-88-304-4004-3)
19. 2015 - Le conseguenze dell'odio (A Banquet of Consequences), Longanesi (ISBN 978-88-304-4205-4)
20. 2017 - Punizione (The Punishment She Deserves), Longanesi (ISBN 978-88-304-4955-8)
21. 2022 - Una cosa da nascondere (Something to Hide), Longanesi (ISBN 978-88-304-5523-8)

### Antologie di racconti
- 1999 - The Evidence Exposed
- 2001 - Un omicidio inutile (I, Richard), Tea (ISBN 88-502-0807-3)

### Racconti
- 2014 - La misteriosa scomparsa della riluttante fata dei libri (The Mysterious Disappearance of the Reluctant Book Fairy), Fanucci, 2022

### Saggistica
- Write Away: One Novelist's Approach to the Novel, 2004
- L'arte di costruire un romanzo (Mastering the Process - from Idea to Novel - 2020), Milano: Longanesi, 2020; TEA, 2022

## Filmografia
Tra il 2001 e il 2008 la BBC ha prodotto la serie televisiva The Inspector Lynley Mysteries. La serie ha avuto 6 stagioni e 23 episodi, interpretati da Nathaniel Parker nel ruolo di Lynley e da Sharon Small in quello di Barbara Havers.